# Battaglia di Héricourt
La battaglia di Héricourt ebbe luogo il 13 novembre 1474 tra le truppe del conte Giacomo di Savoia, alleato del duca di Borgogna, Carlo il Temerario, la Confederazione svizzera e gli alleati delle città imperiali.

## Origini della guerra
In ragione dell'arresto e dell'esecuzione di suo fratello, Pietro di Hagenbach, balivo di Carlo I nei territori dell'Alto Reno, Stefano di Hagenbach saccheggiò le città che si erano ribellate.
La Confederazione degli otto cantoni svizzeri ed i suoi alleati (Bassa Lega, città austriache d'Alsazia ed imperiali di Svevia), dal canto loro, avevano concluso un accordo con il re di Luigi XI di Francia, il cui scopo era di rompere la potenza del duca borgognone, suo nemico.

## Assedio di Héricourt
Dal momento che le devastazioni di Stefano di Hagenbach divennero note, gli svizzeri dichiararono guerra al Temerario, si misero in marcia e il giorno 8 novembre 1474 cinsero d'assedio la città di Héricourt, ove Hagenbach e le sue truppe si erano rifugiati.
Carlo I, fortemente impegnato nell'assedio di Neuss, non poté intervenire subito. Gli attaccanti, dopo aver bombardato intensamente la città, provocarono una breccia nelle mura e gli assediati, mal approvvigionati e vista la piega degli avvenimenti, decisero di arrendersi. Héricourt fu espugnata il 12 novembre 1474.

## Svolgimento della battaglia
Nel frattempo il conte Enrico di Neuchâtel-Blamont, maresciallo del duca di Borgogna, si diresse in soccorso degli assediati. Egli era appoggiato dalle truppe di Giacomo di Savoia, conte di Romont e governatore di Borgogna (in totale circa 6800 uomini). Il conte di Romont aveva arruolato anche circa 5000 mercenari lombardi, ch'egli aveava incitato a venire a ricongiungersi alle sue forze.

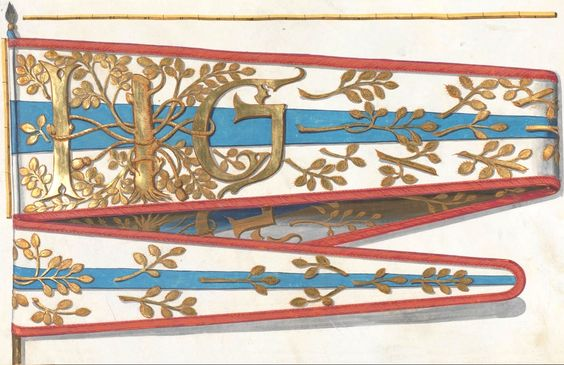
Pennone Borgognone

Gli svizzeri individuarono la loro avanzata il 13 novembre, levarono il campo ed attaccarono. I mercenari italiani, affaticati dalle marce forzate attraverso le Alpi ed il Giura, fuggirono quasi subito. Le milizie della Franca Contea si ritrovarono quindi da sole contro 18000 soldati nemici (fanteria e cavalleria svizzera ed austriaca). L'esercito del conte di Romont, schiacciato dalla supremazia numerica di quelli svizzero ed austriaco, sbandò. La vittoria degli alleati del sovrano francese fu completa.